# آندرزژ بیالینیکی-بیرولا

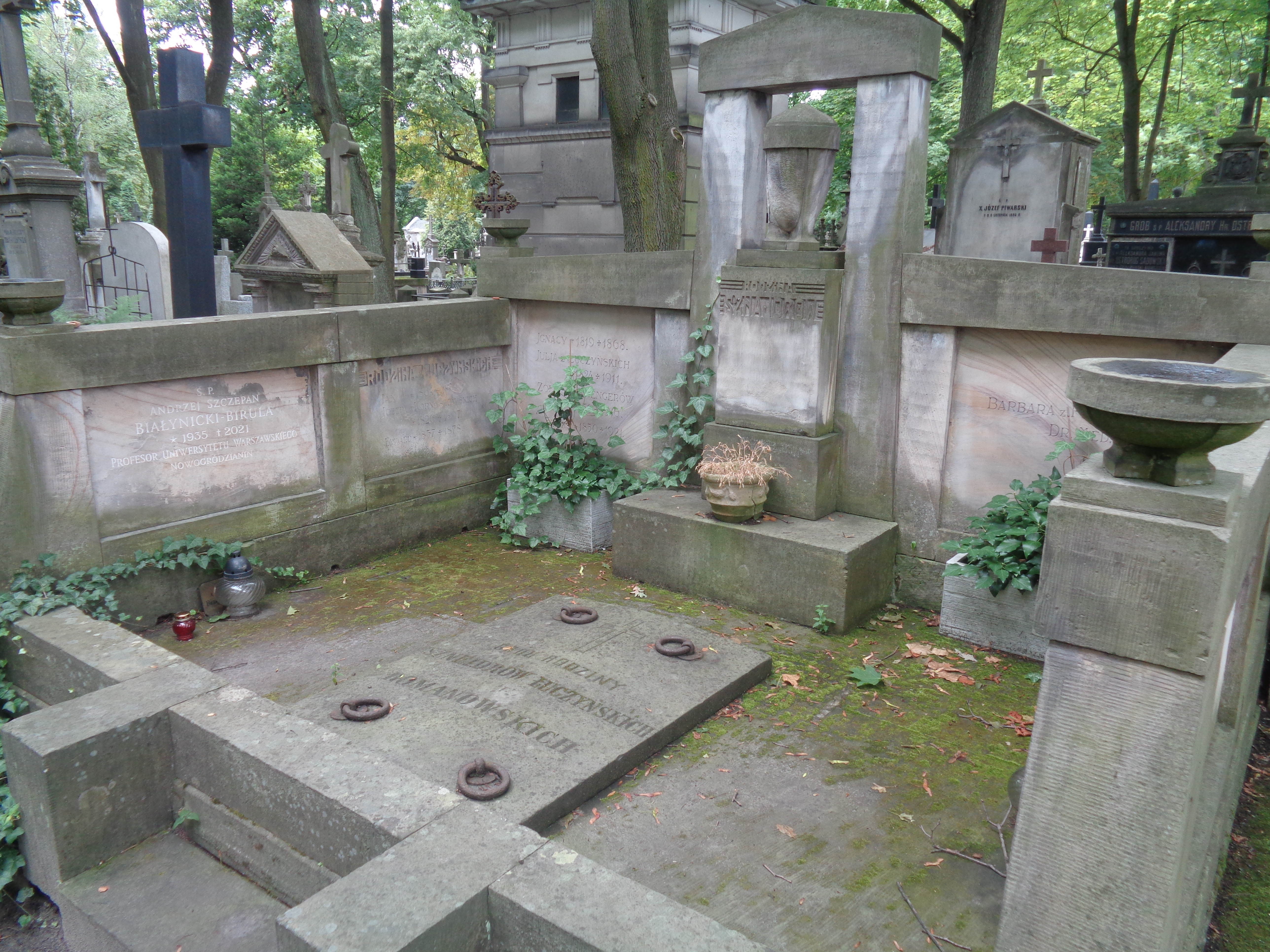
نمایی از سنگ‌مزار آندرزژ بیالینیکی-بیرولا / ۲۰۲۲

آندرزژ بیالینیکی-بیرولا (انگلیسی: Andrzej Białynicki-Birula (درگذشتهٔ ۱۹ آوریل ۲۰۲۱) یک ریاضیدان لهستانی بود که بیشتر به سبب اثرش دربارهٔ هندسه جبری مشهور بود. او به عنوان یکی از پیشگامان دیفرانسیل جبری شناخته می‌شد. او همچنین یکی از اعضای آکادمی لهستانی علوم بود.
او در نووگرودک، جمهوری لهستان، یا ناواهروداک، بلاروس غربی فعلی بود. او دکتری خود را از دانشگاه کالیفرنیا، برکلی در ۱۹۶۰ دریافت کرده بود. او رسالهٔ خود را تحت راهنمایی جرارد هوشچیلد به انجام رسانید. از ۱۹۷۰، او پروفسور ریاضیات دانشگاه ورشو بود.